# Hemisarcoptes coccophagus
Hemisarcoptes coccophagus är en spindeldjursart som beskrevs av Meyer 1962. Hemisarcoptes coccophagus ingår i släktet Hemisarcoptes och familjen Hemisarcoptidae. Inga underarter finns listade i Catalogue of Life.